# Люба Огненова
Люба Левова Огненова-Маринова е видна българска археоложка от Македония.

## Биография
Родена е на 17 юни 1922 година в семейство на общественика и революционер Лев Огненов в Охрид. В 1932 година завършва френско основно училище в Битоля. По-късно учи в класическата гимназия в Тирана. В 1946 година завършва история и класическа филология в Софийския университет „Св. Климент Охридски“ с профил археология.
Започва работа в Шуменския музей в 1948 година. Сътрудничи на Вера Мавродинова и Иванка Жандова при работата по разкопки, включително инвентира находки от Мадара и Преслав. В края на същата година започва работа в античния отдел на Археологическия музей в София. В 1950 година Огненова публикува първата си публикация на регионална тема „Рисунки на конници върху вътрешната крепост на Преслав“.
От 1948 до 1957 година е част от екипа на проф. Димитър П. Димитров при проучването на тракийския град Севтополис. По това време Огненова се оформя като специалист по тракийска и класическа археология. Проф. Кръстю Миятев насочва Огненова към работа с антична бронзова пластика, в резултат на което Люба Огненова издава монография на френски, която е водещо изследване в областта.
Огненова посещава Бабяшка чука в 1957 година и определя обекта като светилище на Зевс и Хера.
Сензационното разчитане на т.нар. „илирийски надпис“ на пръстен от Коман, Северна Албания, който представя на международен форум в Чехословакия е повод Огненова да е поканена на специализация през 1959 – 1960 година във френската школа в Атина.
Културата на траките през І хилядолетие пр. Хр. и по-точно традициите в тракийското изобразително изкуство е основна тема на научните интереси на Огненова. Нейните изследвания върху защитното въоръжение намерено в Тракия е пионерско за археологията. Много от трудовете ѝ изследват гръцките колонии по българското Черноморие. От 1957 до 1983 година тя е заместник-ръководител на археологическите разкопки в Несебър и има голям принос към изследването на стария град и паметниците му. В 1961 година става първата жена водолаз-археолог и работи заедно с проф. Велизар Велков по разкопките в Несебър. Огненова организира и провежда редица подводни археологически изследвания, поставяйки начало на подводните проучвания на града. За цялостната си работа в Несебър е обявена за почетен гражданин на града.
До 1987 г. Огненова работи като старши научен сътрудник в Археологическия музей в София, а през 1978 – 1985 г. преподава тракийска археология в Софийския университет. В 1984 година Огненова е сред инициаторите и организаторите на проведения в България конгрес по античен бронз. Тя се налага като един от най-добрите български специалисти по тракийска и антична археология, авторка на повече от 100 научни публикации.